# 黄岗镇 (宜丰县)
黄岗镇是中华人民共和国江西省宜春市宜丰县下辖的一个镇。

## 行政区划
黄岗镇下辖以下村级行政区划单位：
黄岗集镇社区、潮溪村、将候村、黄岗村、坪田村、大门洞村、坳溪村、汪家槽村、黄陂村和黄檗村。